# الصحة في جزر القمر
لا تزال الصحة في جزر القمر تواجه مشاكل الصحة العامة التي تتميز بها البلدان النامية. وبعد استقلال جزر القمر في عام 1975، سحب الفرنسيون فرقهم الطبية، تاركين نظام الرعاية الصحية البدائي بالفعل في الجزر الثلاث في حالة أزمة حادة. استؤنفت المساعدة الفرنسية في نهاية المطاف، وساهمت دول أخرى أيضًا بالمساعدة الطبية للجمهورية الفتية.
وجدت مبادرة قياس حقوق الإنسان أن جزر القمر تحقق 64.2% مما ينبغي أن تحققه فيما يتعلق بالحق في الصحة على أساس مستوى دخلها. وعند النظر إلى الحق في الصحة فيما يتعلق بالأطفال، فإن جزر القمر تحقق 86.7% مما هو متوقع على أساس دخلها الحالي. وفيما يتعلق بالحق في الصحة بين السكان البالغين، تحقق الدولة 84.1% فقط مما هو متوقع على أساس مستوى دخل الدولة. تندرج جزر القمر ضمن فئة "سيئة للغاية" عند تقييم الحق في الصحة الإنجابية لأن الدولة تحقق 21.6% فقط مما يُتوقع من الدولة تحقيقه بناءً على الموارد (الدخل) المتوفرة لديها.